# 蓬蒂斯和拉塞达
蓬蒂斯和拉塞达是巴西马托格罗索州的一个市镇。总面积8423.347平方公里，总人口38095人，人口密度4.5人/平方公里。